# Flugplatz Hausen am Albis

i7
i11
i13
Der Flugplatz Hausen am Albis (ICAO-Code LSZN) ist ein privater Flugplatz in Hausen am Albis im Kanton Zürich in der Schweiz. Er wird durch die Flugplatzgenossenschaft Hausen Oberamt betrieben.

## Lage
Der Flugplatz liegt etwa 1,5 km südwestlich von Hausen am Albis und etwa 7,5 km nördlich von Zug. Das Flugplatzgelände liegt auf den Gebieten der politischen Gemeinden Hausen am Albis und Rifferswil. Naturräumlich liegt der Flugplatz südlich des Albis im Jonental.

## Flugbetrieb
Am Flugplatz Hausen am Albis findet Flugbetrieb mit Segelflugzeugen, Motorseglern, Ultraleicht- und Motorflugzeugen bis 5700 kg Gesamtabflugmasse statt. Der Start von Segelflugzeugen erfolgt per Windenschlepp und Flugzeugschlepp. Der Flugplatz verfügt über eine 700 m lange Start- und Landebahn aus Asphalt sowie eine 700 m lange Start- und Landebahn aus Gras. Der Flugbetrieb ist auf 16'000 Flugbewegungen pro Jahr beschränkt. Daher benötigen nicht am Platz stationierte Luftfahrzeuge eine Ausnahmebewilligung, um in Hausen am Albis landen zu können. Der Flugplatz verfügt über eine Tankstelle für AvGas und MoGas.
Am Flugplatz sind drei Vereine für Motorflug und drei Vereine für Segelflug beheimatet. Weiterhin ist ein EASA-zertifizierter Betrieb ansässig, bei dem Reparatur- und Unterhaltsarbeiten an Motorflugzeugen bis 5700 kg Gesamtabflugmasse durchgeführt werden können.

## Geschichte

Das Flugplatzgelände im Jahr 1964

Das Flugplatzgelände wurde im Dezember 1961 durch die Swissair erworben, mit dem Ziel, den Betrieb der Sportfluggruppe des Personals der Swissair (SFS) und der Schweizerischen Luftverkehrsschule (SLS) zu gewährleisten. Der Flugplatz Hausen am Albis wurde im August 1963 offiziell eröffnet. Er verfügte zunächst über zwei Graspisten. Innerhalb weniger Jahre siedelten sich mehrere Luftsportvereine am Platz an. Der Bund kaufte der Swissair den Flugplatz Ende der 1960er-Jahre ab. Mit dem Bau einer Hartbelagspiste wurde 1971 begonnen. Die SLS wurde am 30. Juni 1997 aufgelöst. Am 1. Juli 1997 übernahm die 23. Mai 1997 gegründete Flugplatzgenossenschaft Hausen Oberamt als Halterin den Flugplatz.